# Februari 2016
Dit artikel geeft een chronologisch overzicht van de belangrijkste gebeurtenissen per dag van de maand februari in het jaar 2016.

## Gebeurtenissen

### 1 februari
- De Wereldgezondheidsorganisatie roept de noodtoestand op gezondheidsgebied wereldwijd uit na spoedberaad over de verspreiding van het zikavirus.
- Het moederbedrijf van de Nederlandse dancefeestorganisator ID&T, het Amerikaanse dancebedrijf SFX Entertainment, vraagt uitstel van betaling aan.
- De Duitse kustwacht en Duitse natuurbeschermers treffen acht dode potvissen aan in het Duitse deel van de Waddenzee.
- Bij een zelfmoordaanslag bij een politiebureau in de Afghaanse hoofdstad Kabul komen zeker twintig mensen om het leven. Terreurgroep Taliban eist de aanslag op.
- De regeringen van België en Frankrijk gaan beter samenwerken op het gebied van terrorismebestrijding.
- Bij gevechten tussen de Tunesische politie en moslimextremisten in het zuiden van het land komen twee islamitische strijders om het leven.
- Al Qaida-strijders veroveren de Jemenitische stad Azzan.
- Gesprekken over een wapenstilstand in Syrië gaan officieel van start in de Zwitserse stad Genève. Onder de deelnemers zijn de Syrische regering en de Syrische oppositiegroep Het Hoog Onderhandelingscomité (HNC).
- Het Syrische regeringsleger begint met Russische luchtsteun een offensief tegen het Vrij Syrisch Leger in de provincie Aleppo en de Turkmenen in de provincie Latakia.

### 2 februari
- De Amerikaanse presidentskandidate Hillary Clinton wint met minimale voorsprong (0,2%) de voorverkiezingen bij de Democraten in de staat Iowa. Bij de Republikeinen pakt Ted Cruz de winst.
- Onderhandelingen over de relatie van het Verenigd Koninkrijk met de Europese Unie (EU) tussen EU-president Donald Tusk en de Britse premier David Cameron resulteren in een principeakkoord. Om een Brexit te voorkomen stelde Cameron vier eisen aan de EU.
- Het Amerikaanse onderzoeksbureau FBI start een onderzoek naar het met lood vervuilde drinkwater in de stad Flint.
- De Europese Unie en de Verenigde Staten bereiken een nieuw akkoord over de bescherming van de persoonlijke data van elkaars burgers genaamd EU-VS-privacyschild. Het bereikte akkoord vervangt het Safe Harbor-verdrag dat eerder ongeldig werd verklaard door Europees Hof van Justitie.
- De lokale gezondheidsautoriteit in de Amerikaanse stad Dallas acht het bewezen dat het zikavirus seksueel overdraagbaar is nadat een persoon in de Verenigde Staten besmet raakte met het virus door seksueel contact met iemand in Venezuela.
- Een hulpkonvooi met voedsel en medicijnen van de Syrische hulporganisatie Rode Halvemaan arriveert in de stad Al-Tall.
- De Nederlandse politie test het inzetten van roofvogels bij het onschadelijk maken van drones.

### 3 februari
- Het Australisch hooggerechtshof oordeelt dat het asielbeleid in het land niet in strijd is met de grondwet. Ook bepaalt het hooggerechtshof dat de Australische overheid asielzoekers die in Australië zijn voor medische zorg terug mag sturen naar opvangkampen op de eilanden Christmaseiland, Manus en Nauru.
- Enkele tientallen Soedanese kinderen komen om het leven door kou en honger tijdens hun vlucht voor het conflict in de regio Darfur.
- De Nederlandse Raad van State bepaalt dat de Belastingdienst de inkomensgegevens van scheefhuurders niet mag doorgeven aan de verhuurders.
- De Franse politie ontruimt een groot zigeunerkamp in het noorden van de hoofdstad Parijs wegens gevaar voor de gezondheid.
- De Israëlische politie verijdelt een aanslag in de hoofdstad Jeruzalem. Hierbij komen de drie Palestijnse aanvallers en een Israëlische politieagente om het leven.
- VN-gezant Staffan de Mistura maakt bekend dat de Syrische vredesbesprekingen in Genève opgeschort zijn tot 25 februari.
- Op 19 trajecten in Nederland wordt de maximumsnelheid verhoogd van 120 naar 130 km/h.

### 4 februari
- Bij een drone-aanval in het zuiden van Jemen komt de leider van de terreurbeweging Al Qaida In Jemen, Jalal Belaïdi, om het leven.
- Een grote staking legt het openbare leven in Griekenland vrijwel stil.
- Mensenrechtenorganisaties Amnesty International en Human Rights Watch beschuldigen Frankrijk van schending van mensenrechten als gevolg van de noodtoestand in het land die sinds de aanslagen in Parijs van november 2015 van kracht is.
- Uit een onderzoek van het Ministerie van Veiligheid en Justitie komt naar voren dat het Nederlands asielbeleid een van de strengste van Europa is.
- De Verenigde Naties houden een donorconferentie voor Syrië in de Britse hoofdstad Londen.
- Duitsland en Nederland breiden hun samenwerking op militair gebied uit.
- Tienduizenden Koerden ontvluchten de Turkse stad Diyarbakir voor de gevechten tussen het Turkse leger en PKK-strijders.
- Tienduizenden vluchtelingen uit de Syrische stad Aleppo komen bij de Turkse grens aan.
- De Werkgroep Willekeurige Opsluiting van de Verenigde Naties oordeelt in een zaak die is aangespannen door WikiLeaks-oprichter Julian Assange dat hij onterecht vast zit in de Ecuadoraanse ambassade in Londen. In reactie hierop laat een woordvoerder van de Britse regering weten dat het arrestatiebevel tegen Assange onverminderd van kracht blijft.
- Bij antiterreuracties op veel plaatsen in Duitsland worden twee personen gearresteerd.

### 5 februari
- De Wereldgezondheidsorganisatie geeft een reiswaarschuwing voor Latijns-Amerika in verband met het zikavirus.
- De Zimbabwaanse president Robert Mugabe roept de noodtoestand uit in grote delen van het platteland wegens aanhoudende droogte die tot hongersnood kan leiden.
- Bij een kraanongeluk in de Amerikaanse stad New York komt een persoon om het leven.
- Bij een schietpartij tijdens een weging van twee profboksers in een hotel in de Ierse hoofdstad Dublin valt zeker een dode. Continuity Irish Republican Army, een splintergroepering van de paramilitaire organisatie IRA, eist de aanslag op.
- De gezondheidsautoriteiten in Colombia melden dat drie met het zikavirus geïnfecteerde patiënten in het land zijn overleden aan de gevolgen van het syndroom van Guillain-Barré.
- Bij een krachtige aardbeving met een kracht van 6,4 op de schaal van Richter in het zuidwesten van Taiwan komen meer dan honderd mensen om het leven.
- Braziliaanse wetenschappers treffen het zikavirus aan in speeksel en urine.
- Volgens Libië zijn er al vijfduizend IS-strijders in Libië.
- Minister-president Rutte ontvangt minister-president Renzi van Italië.
- Door een talibanaanval op stroomleidingen in de Afghaanse provincie Baghlan is er geen stroom in delen van de hoofdstad Kaboel.

### 6 februari
- Turkije sluit de grens met Syrië tot maandag voor vluchtelingen, met uitzondering van zieken en gewonden.
- Bij een busongeluk in westen van India komen circa veertig mensen om het leven.
- Bij een explosie in een biodieselfabriek in de Spaanse stad Valencia komen twee mensen om het leven.
- Een lawine in de Oostenrijkse Alpen eist aan zeker vijf mensen het leven.
- Burgemeester Eberhard van der Laan van Amsterdam heeft de onrustig verlopen demonstratie van Pegida zaterdagmiddag rond 16.15 uur beëindigd.
- Noord-Korea heeft vandaag een langeafstandsraket gelanceerd, tot woede van buurlanden en de VS. Het projectiel werd volgens het Zuid-Koreaanse ministerie van defensie afgevuurd vanuit een basis in het noordwesten van het buurland.
- De Nederlandse ondernemer Roland Kahn van Cool Investments bevestigt dat hij in onderhandeling is met de curatoren om het failliete V&D over te nemen.
- Bij een schietpartij in een stripclub in de Amerikaanse staat Florida worden zeven mensen neergeschoten, waarbij een dode valt en de zes anderen zwaargewond raken.

### 7 februari
- Noord-Korea lanceert naar eigen zeggen een langeafstandsraket, die een satelliet in een baan rond de Aarde zou hebben gebracht. Naar aanleiding hiervan komt de Veiligheidsraad van de Verenigde Naties bijeen in een spoedzitting om de te nemen stappen te bespreken.
- Tunesische militairen ronden de bouw van een muur langs de grens met buurland Libië af.
- Indiërs en Nepalezen doorbreken de ongeveer vijf maanden durende blokkade van de grens tussen de twee landen door de Nepalese etnische minderheid Madhesi.
- Het Algerijnse parlement stemt in met het beperken van het aantal presidentstermijnen tot twee en het vergroten van de macht van het parlement.
- Suriname ontkoppelt de eigen munt van de Amerikaanse dollar.
- Begin carnaval in Nederland.
- Er komen 12.000 bezoekers tijdens openingsweekend Museum Rotterdam.
- De Verenigde Arabische Emiraten zijn bereid om grondtroepen naar Syrië te sturen om IS te bestrijden.
- Bij de Nederlandse deelname aan de missie tegen terreurorganisatie IS zijn mogelijk in twee gevallen burgerslachtoffers gevallen.
- Reddingswerkers zijn in een ingestort flatgebouw in de Taiwanese stad Tainan nog op zoek naar ruim 120 mensen.
- De grote carnavalsoptocht in Roermond gaat definitief niet door wegens zware windstoten.

### 8 februari
- De American footballteam Denver Broncos wint de vijftigste editie van de Super Bowl.
- Het Erasmus Medisch Centrum en het Academisch Ziekenhuis Paramaribo gaan gezamenlijk onderzoek doen naar de relatie tussen het zikavirus en microcefalie.
- Het Macedonische leger bouwt een tweede hek langs de grens met Griekenland om ongewenste vluchtelingen tegen te houden.
- Bij twee bootongelukken op de Egeïsche Zee verdrinken 33 vluchtelingen.
- Duitse politieteams gaan Turkije helpen met grensbeveiliging en het bestrijden van mensensmokkel.
- Marokko kampt met de ernstigste droogte sinds 2007.
- In Ahoy Rotterdam begint de 43e editie van het ABN AMRO World Tennis Tournament.
- Een explosie in een passagiersvliegtuig uit de Somalische hoofdstad Mogadishu eist 1 dode, de dader zelf. Terreurgroep Al-Shabaab eist de zelfmoordaanslag op.
- Het Chinees nieuwjaar gaat van start en staat in de teken van de aap. In verband met de nieuwjaarsviering blijft de Chinese beurs een week dicht.

### 9 februari
- Bij een frontale botsing tussen twee regionale treinen in de Duitse deelstaat Beieren vallen zeker tien doden en 150 gewonden. Het is het zwaarste treinongeluk in Beieren sinds 1975.
- Bij een bomaanslag op een markt in de Syrische hoofdstad Damascus komen minstens acht mensen om het leven.
- Hackers publiceren de persoonlijke gegevens van 20.000 medewerkers van het Amerikaans onderzoeksbureau FBI op Twitter. Ze kregen toegang tot de gegevens door in te breken in de database van het Amerikaanse ministerie van justitie.
- Het zuiden van Madagaskar kampt met extreme droogte als gevolg van El Niño. Daardoor mislukten de oogsten en dreigt er hongersnood.
- De Verenigde Naties roepen Turkije op om alle Syrische vluchtelingen toe te laten.
- Israëlische autoriteiten weigeren een groep Europarlementariërs de toegang tot het Palestijnse gebied Gazastrook.

### 10 februari
- Het Amerikaanse Hooggerechtshof stemt tegen president Obama's klimaatplan om de CO2-uitstoot door Amerikaanse steenkoolcentrales in te perken.
- Bij een ongeluk met een schoolbus in Frankrijk vallen twee doden.
- Zuid-Korea legt alle activiteiten in het gezamenlijk Kaesong-industriecomplex in Noord-Korea stil. Aanleiding is de lancering van een langeafstandsraket door het noorden.
- Het Nigeriaans leger bevrijdt 284 gijzelaars uit handen van de terreurgroep Boko Haram. Bij de bevrijdingsactie komen 25 strijders van de terreurgroep om het leven.
- Volgens de Verenigde Naties maken alle strijdende partijen in Syrië zich schuldig aan oorlogsmisdaden.
- Een meerderheid in de Nederlandse Tweede Kamer stemt in met het bombarderen van IS-doelen in Syrië.
- Bij een dubbele zelfmoordaanslag op een vluchtelingenkamp in het noorden van Nigeria vallen meer dan vijftig doden en bijna tachtig gewonden.

### 11 februari
- Noord-Korea zet alle Zuid-Koreaanse werknemers van het gezamenlijk industriecomplex het land uit. Ook neemt het Noord-Koreaanse leger de controle over het industriecomplex.
- Een Afghaanse politieman schiet vier collega-agenten dood. Terreurgroep Taliban eist de aanslag op.
- De NAVO begint een marinemissie tegen mensensmokkel op de Egeïsche Zee.
- Syrische Koerden richten een niet-gouvernementele organisatie op in de Russische hoofdstad Moskou.
- Een Saudische leraar schiet zes collega's dood.
- Bij een gevangenisrel in Mexico vallen meer dan 50 doden.
- Bij een ongeluk met een schoolbus in Frankrijk vallen zes doden.
- Een internationaal team van wetenschappers bevestigt Einstein's theorie dat zwaartekrachtgolven bestaan.
- De Nederlandse schaatser Sven Kramer pakt zijn vierde wereldtitel op de 10 kilometer.

### 12 februari
- Bij een mortieraanval op een VN-basis in het noorden van Mali komen zes Guinese blauwhelmen om het leven. Terreurgroep Ansar Dine eist de aanslag op.
- Zuid-Korea sluit de stroomtoevoer naar het Kaesong-industriecomplex af als strafmaatregel tegen Noord-Korea. Daardoor zitten duizenden omwonenden rond het industriecomplex in het noorden zonder water.
- Chapman Andretti partners, het bedrijf van prins Bernhard jr. en Menno de Jong, neemt het Circuit Park Zandvoort over.
- Paus Franciscus en Patriarch Kirill ontmoeten elkaar in Cuba. Het is de eerste ontmoeting in bijna duizend jaar tussen de leider van de Rooms-Katholieke Kerk en de leider van de Russisch-Orthodoxe Kerk. In een gezamenlijke verklaring van de twee kerkleiders zeggen ze dat christenen in Noord-Afrika en in het Midden-Oosten worden uitgeroeid.
- De Europese Unie sommeert Griekenland de grenscontroles te verscherpen.
- Bij een schietpartij op een middelbare school in de Amerikaanse staat Arizona komen twee tienermeisjes om het leven.
- De Syrische president Bashar al-Assad zweert zijn land helemaal te heroveren.
- Nederland treedt als achttiende land toe tot de Syrië-overleggroep Syria Support Group.

### 13 februari
- Brazilië start een grote voorlichtingscampagne over de muggensoort Aedes aegypti die het zikavirus overdraagt. Ook zet het land circa 250.000 militairen in de strijd tegen het virus.
- Saoedi-Arabië stuurt F-15-gevechtsvliegtuigen en militairen naar de Turkse luchtmachtbasis Incirlik om deel te nemen in de strijd tegen terreurgroep IS.
- Turkije beschiet Koerdische doelen in het noorden van Syrië als vergelding voor het beschieten van Turkse grensposten door onder meer Koerdische strijders.
- Bij een kettingbotsing op een autosnelweg in de Amerikaanse staat Pennsylvania komen zeker twee mensen om het leven.
- Bij een auto-ongeluk in Zweden komen alle vier de leden van de Britse indieband Viola Beach samen met hun manager om het leven.

### 14 februari
- Turkije beschiet opnieuw Koerdische doelen in het noorden van Syrië. Hierbij komen twee Koerdische strijders om het leven.
- Bijna vijf jaar na de verwoestende schok wordt Nieuw-Zeeland opnieuw getroffen door een aardbeving bij Christchurch. De aardbeving had een kracht van 5,9 op de schaal van Richter.
- Bij een verkeersongeval in Zweden komen alle vier leden van de Britse rockband Viola Beach en hun manager om het leven.
- Het Israëlische leger schiet twee Palestijnse stenengooiende tieners en een 17-jarige Palestijnse messentrekker dood op de Westelijke Jordaanoever.

### 15 februari
- De Nederlandse voetbalbond KNVB acht bewezen dat de Eredivisiewedstrijd tussen FC Utrecht en Willem II in 2009 was gefixt.
- Syrië stapt naar de VN-Veiligheidsraad over de Turkse beschietingen op doelen van de Syrisch-Koerdische YPG-militie in het noorden van het land.
- Bij meerdere raketaanvallen op vijf ziekenhuizen en twee scholen in het noorden van Syrië komen circa vijftig mensen om het leven.
- Het Turkse leger voert voor de derde opeenvolgende dag beschietingen op YPG-doelen in het noorden van Syrië.
- Bosnië en Herzegovina vraagt officieel het lidmaatschap van de Europese Unie aan.
- De Europese Unie heft de sancties die het tegen Wit-Rusland had ingesteld grotendeels op, maar het wapenembargo blijft echter van kracht.
- Het nummer "Thinking Out Loud" van de Britse zanger Ed Sheeran is tijdens de 58ste uitreiking van de Grammy Awards uitgeroepen tot Song of the Year. De Amerikaanse zangeres Taylor Swift krijgt de Grammy Award voor Album of the Year voor haar album 1989.

### 16 februari
- Het Nederlandse kabelbedrijf Ziggo en het telecombedrijf Vodafone Nederland kondigen een fusie aan.
- Bij een gasexplosie in een flat in de West-Russische stad Jaroslavl komen zeker zeven mensen om het leven.
- De Wereldgezondheidsorganisatie zegt in een verklaring dat het zikavirus desnoods met genetisch gemanipuleerde muggen moet worden bestreden.
- Saoedi-Arabië en Rusland bereiken een akkoord over bevriezing van hun olieproductie.
- De Iraakse veiligheidsdienst bevrijdt drie Amerikanen die op 29 januari jongstleden in de hoofdstad Bagdad werden ontvoerd.
- Oostenrijk voert strenge controles in bij twaalf grensovergangen en gaat daar hekken plaatsen om de groep vluchtelingen die het land binnenkomt te reguleren.
- De Syrische regering geeft de Verenigde Naties toestemming om hulpkonvooien te sturen naar zeven plaatsen in het land, waar de inwoners te kampen hebben met hongersnood.
- Plannen voor een doorstart van de in december failliet verklaarde winkelketen V&D lopen op niets uit; na 130 jaar sluiten de Nederlandse warenhuizen de deuren.

### 17 februari
- Venezuela sluit zich aan bij Rusland en Saoedi-Arabië en bevriest haar olieproductie.
- Een hulpkonvooi van 35 vrachtwagens van het Rode Kruis en de Syrische Rode Halvemaan komen aan in de Zuid-Syrische stad Moadamiyah.
- De Turkse president Recep Tayyip Erdoğan zegt door te gaan met de aanvallen op de Koerdische YPG-milities in Noord-Syrië.
- Oostenrijk stelt een quotum van tachtig asielaanvragen per dag in.
- Bij een bomaanslag in het centrum van de Turkse hoofdstad Ankara komen zeker 28 mensen om het leven. De Koerdische militante groep TAK eist de aanslag op.
- De Belgische voetbaltrainer Paul Put (59) verlaat om medische redenen de gevangenis in Brussel. De voormalige bondscoach van Gambia en Burkina Faso en ex-trainer van onder meer Lierse SK verbleef in de cel na zijn veroordeling in het proces rond 'gokchinees' Ye Zheyun.

### 18 februari
- In de Boliviaanse stad El Alto komen zes mensen om het leven door brandstichting in een overheidsgebouw.
- Bij een aanslag op een militair konvooi in het oosten van Turkije komen zeven mensen om het leven.
- Bij een frontale botsing tussen een bus en een vrachtauto in het zuiden van Ghana komen meer dan vijftig mensen om het leven.
- In Brussel gaan onderhandelingen van start tussen het Verenigd Koninkrijk en de Europese Unie over de vier eisen van de Britse premier Cameron ter voorkoming van een Brexit.
- De Europese Unie waarschuwt Oostenrijk dat het geen dagquotum voor asielaanvragen mag instellen.
- Marokko rolt een IS-netwerk bestaande uit tien personen op die van plan waren aanslagen te plegen in het Noord-Afrikaanse land.
- Paus Franciscus zegt dat vrouwen in het door het zikavirus geteisterd gebied anticonceptiemiddelen mogen gebruiken, maar geen abortus mogen plegen.

### 19 februari
- De Verenigde Staten legt Noord-Korea nieuwe sancties op vanwege de lancering van een langeafstandsraket door het Oost-Aziatisch land.
- Bij een dubbele zelfmoordaanslag op een markt in het noorden van Kameroen komen negentien mensen om het leven.
- Bij Amerikaanse bombardementen op onder meer een IS-kamp in Libië komen meer dan veertig mensen om het leven, onder wie twee Servische diplomaten.
- Israëlische militairen schieten drie Palestijnse aanvallers dood op de Westelijke Jordaanoever.
- Syrische Democratische Krachten-strijders veroveren de strategisch gelegen Syrische stad Al-Shaddadah op terreurgroep IS.
- De onderhandelingen tussen het Verenigd Koninkrijk en de Europese Unie (EU) tijdens de Brexit-top in Brussel resulteren in een akkoord waarmee de Britten een aparte status krijgen binnen de EU.

### 20 februari
- Het geweld in Zuid-Soedan neemt ondanks de verzoenende woorden van zowel de regering als de oppositie niet af. Dat stellen de Verenigde Naties.
- De zittende Oegandese president Museveni wint de presidentsverkiezingen in zijn land.
- De Britse premier Cameron kondigt aan dat het Brexit-referendum wordt gehouden op 23 juni aanstaande.
- De Centraal-Afrikaanse oud-premier Faustin-Archange Touadéra wint de presidentsverkiezingen in zijn land.
- Bij meerdere schietpartijen in de Amerikaanse stad Kalamazoo vallen zeker zeven doden.
- Cycloon Winston gaat aan land op Fiji en eist meer dan veertig mensenlevens. De cycloon gaat gepaard met windsnelheden van meer dan 300 kilometer per uur.
- Bij een aanval op een militair konvooi in de regio Kasjmir schieten moslimterroristen drie Indiase militairen dood.

### 21 februari
- Bij een dubbele bomaanslag in de Syrische stad Homs komen meer dan veertig mensen om het leven.
- De Indiase hoofdstad New Delhi kampt met een watertekort na een aanslag op een waterzuiveringsinstallatie in de deelstad Haryana. Achter de aanslag zit de landbouwkaste Jat die gewelddadige protestacties houdt, waarbij in de afgelopen dagen tien doden vielen. Om de orde te herstellen stuurt de regering duizenden militairen naar Haryana.
- Rusland en de Verenigde Staten bereiken een voorlopig akkoord over een wapenstilstand in Syrië.
- De Koerdische militante beweging PKK laat drie ontvoerde Turkse journalisten vrij.
- De Fijische premier Frank Bainimarama roept de noodtoestand uit in het land voor een periode van dertig dagen vanwege de schade die de cycloon Winston heeft aangericht.
- De Duitse marine redt 120 bootvluchtelingen uit de Middellandse Zee.
- Meer dan vijftig mensen komen om door een bomaanslag in de Syrische stad Homs. Bij een drievoudige bomaanslag in de hoofdstad Damascus komen eveneens meer dan vijftig mensen om het leven. Terreurgroep IS eist de verantwoordelijkheid voor de aanslagen op.

### 22 februari
- De Boliviaanse bevolking stemt in een referendum tegen het invoeren van vier opeenvolgende presidentstermijnen.
- Iran verlengt de in 1989 uitgevaardigde fatwa tegen de Britse schrijver Salman Rushdie.
- Terreurgroep IS laat circa veertig ontvoerde Assyrische christenen vrij na bemiddeling van een hoge Assyrische priester. De veertig maken deel uit van de meer dan 230 gevangengenomen christenen die in februari vorig jaar werden gekidnapt in het noorden van Syrië.
- De Europese politiedienst Europol start een centrum tegen mensensmokkel (European Migrant Smuggling Centre, EMSC) op.
- Rusland en de Verenigde Staten komen overeen dat een wapenstilstand in Syrië zaterdag om middernacht lokale tijd moet ingaan.
- De rechtbank Amsterdam verleent uitstel van betaling aan Unlimited Sports Group, het moederbedrijf van de sportwinkels Perry Sport en Aktiesport.
- Tientallen vluchtelingen bestormen een hek bij de Grieks-Macedonische grens.
- Het Indiase leger schiet drie moslimterroristen dood in de regio Kasjmir.
- De Syrische president Assad kondigt nieuwe parlementsverkiezingen aan. Die vinden plaats op 13 april aanstaande.

### 23 februari
- Het Sloveense parlement stemt in met de inzet van militairen bij de bewaking van de grens met Kroatië.
- De Griekse politie haalt honderden vluchtelingen weg bij het hek bij de Macedonische grens.
- De Verenigde Naties waarschuwen voor een dreigende levensreddende medicijnentekort in Libië.
- De Syrische president Assad gaat onder voorbehoud akkoord met de door de Verenigde Staten en Rusland overeengekomen wapenstilstand in Syrië.
- Het Belgische energiebedrijf Engie Electrabel legt kernreactor Tihange 1 stil wegens een onregelmatigheid aan een ladingspomp.
- De rechtbank verklaart Unlimited Sports Group, het moederbedrijf van de Nederlandse sportwinkelketens Perry Sport en Aktiesport failliet.

### 24 februari
- Uit onderzoek door de website Bellingcat komt naar voren dat de Russische president Poetin opdracht gaf om de BUK-raketinstallatie waarmee vlucht MH17 uit de lucht werd geschoten naar Oost-Oekraïne te sturen.
- Frankrijk voert geheime militaire operaties tegen IS-strijders in Libië. Dat meldt de Franse krant Le Monde op basis van bronnen bij het Franse ministerie van defensie.
- Bij een vliegtuigcrash in het Himalayagebergte in Nepal komen alle 23 inzittenden om het leven.
- Bij Turkse luchtaanvallen op PKK-doelen in het zuidoosten van het land komen negen mensen om het leven.
- Uit een onderzoek door een internationale groep wetenschappers komt naar voren dat de opwarming van de Aarde met twee graden wordt bereikt over naar schatting 25 jaar.
- De Verenigde Naties voeren de eerste voedseldroppings boven Syrië uit.
- De rechter in de Canadese stad Vancouver oordeelt dat het kweken van marihuana voor medicinale doeleinden toegestaan is.
- De Franse fiscus eist 1,6 miljard euro van het Amerikaanse internetbedrijf Google voor achterstallige belastingen.
- De beroepscommissie van de FIFA reduceert de schorsing van FIFA-voorzitter Sepp Blatter en  voormalig UEFA-voorzitter Michel Platini met twee jaar.

### 25 februari
- China en de Verenigde Staten bereiken overeenstemming over nieuwe sancties tegen Noord-Korea.
- Fiji kampt met een voedseltekort na de orkaan Winston.
- Uit een rapport van de Verenigde Naties komt naar voren dat alle strijdende partijen in Libië zich waarschijnlijk schuldig maken aan oorlogsmisdaden.
- De eerste voedseldroppings boven Syrië zijn voor een groot deel mislukt.
- Duitse onderzoekers treffen in veertien Duitse bieren sporen van het landbouwgif glyfosaat aan.
- Een rechter in Frankrijk oordeelt dat het vluchtelingententenkamp in de stad Calais deels mag worden ontruimd.
- Bij een helikoptercrash in de Duitse deelstaat Sleeswijk-Holstein vallen twee doden.

### 26 februari
- Bij een schietpartij in de Amerikaanse staat Kansas vallen zeker vier doden, onder wie de schutter.
- Elf gedetineerden komen om het leven bij een gevangenisuitbraak in Papoea-Nieuw-Guinea.
- Mongolië kampt met het strengste winterweer in tien jaar tijd. 's Nachts dalen de temperaturen tot 46 graden onder nul. Tot nu toe zijn 45.000 dieren bezweken onder de bittere kou.
- Een Palestijnse man die gezocht werd door Israël wordt dood aangetroffen in de Palestijnse ambassade in de Bulgaarse hoofdstad Sofia.
- Drie Britse toeristen komen om het leven tijdens de beklimming van de Datanla-watervallen in Vietnam.
- De Zwitserse zakenman Gianni Infantino is verkozen tot de nieuwe voorzitter van de voetbalwereldbond FIFA. Hij volgt daarmee Sepp Blatter op.
- Bij een aanval van terreurgroep al-Shabaab op een hotel in de Somalische hoofdstad Mogadishu komen negen mensen om het leven.

### 27 februari
- Bij een zelfmoordaanslag in Asadabad, de hoofdstad van de Afghaanse provincie Kunar, vallen elf doden.
- Bij een aanslag met een autobom in de Syrische provincie Hama vallen twee doden.
- Bij een aanval door het Syrische regeringsleger in de provincie Latakia komen drie rebellen om het leven. Dit is een schending van de wapenstilstand in Syrië die vannacht inging, maar voor het overige vrij goed wordt nageleefd.
- De Duitse inlichtingendienst BND luisterde vanaf 2009 meerdere jaren de EU-buitenlandchef Catherine Ashton af. Dat meldt het Duitse opinieblad Der Spiegel op basis van bronnen bij de Duitse overheid.
- Het zikavirus is in veertig landen opgedoken.
- De Amerikaanse overheidsorganisatie Centers for Disease Control and Prevention raadt zwangere vrouwen af te reizen naar de Olympische Zomerspelen in de Braziliaanse stad Rio de Janeiro vanwege het zikavirus.
- Nigeriaanse en Kameroense militairen veroveren het dorp Kumshe dat op grens tussen de twee landen ligt op terreurgroep Boko Haram. Bij de gezamenlijke operatie komen twee Kameroense militairen en 92 jihadisten om het leven.
- De Franse film Fatima wint de César voor beste film. De César voor beste debuutfilm gaat naar de Turks-Frans-Duitse-film Mustang.
- Enkele honderden vluchtelingen betogen aan de Grieks-Macedonische grens tegen de sluiting van Macedonische grens.
- Bij een bombardement van de door de Saudi's geleide coalitie op een markt in Jemen vallen tientallen doden.
- In de Poolse hoofdstad Warschau gaan duizenden mensen de straat op om te protesteren tegen de regering van het land.
- De Spaanse politie rolt een mensensmokkelbende op die honderden Chinezen met valse paspoorten naar Europa bracht.
- De coalitieregering onder leiding van de Ierse premier Enda Kenny verliest haar meerderheid in het parlement.

### 28 februari

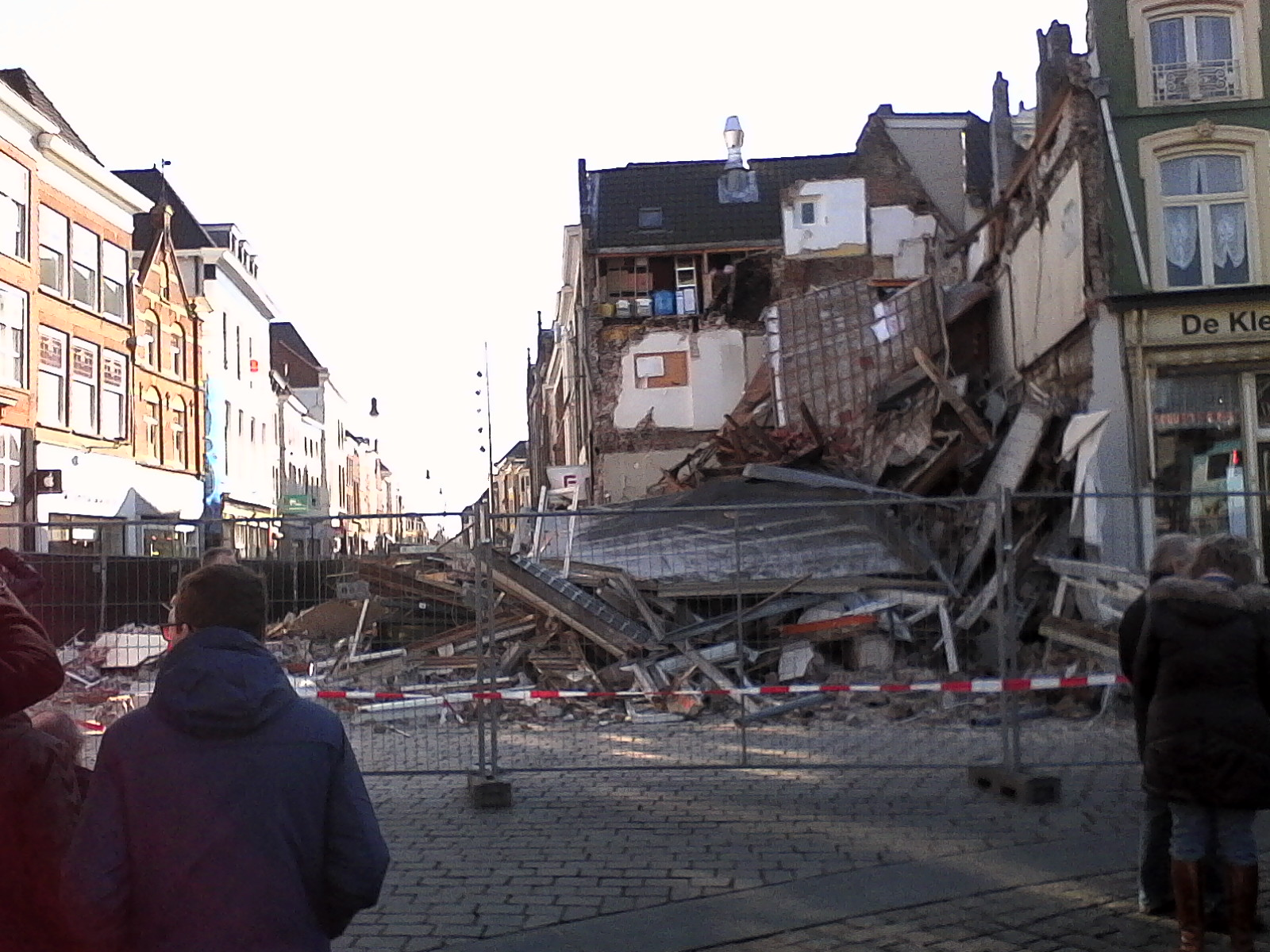
Ravage na de instorting in 's-Hertogenbosch

- De Amerikaanse erotische film Fifty Shades of Grey krijgt vijf Razzies, waaronder die voor slechtste film. Ook de Amerikaanse superheldenfilm Fantastic Four werd uitgeroepen tot slechtste film van het jaar.
- De Zwitserse bevolking stemt in een referendum tegen het uitzetten van buitenlanders die veroordeeld zijn voor een misdrijf.
- Ondanks een wapenstilstand werden luchtaanvallen uitgevoerd op zes dorpen in de Syrische provincie Aleppo.
- 31 Russische mijnwerkers die donderdag in een mijn kwamen vast te zitten, komen om het leven door een drietal gasexplosies. Ook vijf reddingswerkers komen om het leven.
- Bij twee zelfmoordaanslagen in de Iraakse hoofdstad Bagdad vallen zeventig doden en meer dan honderd gewonden. Terreurgroep IS eist de verantwoordelijkheid voor de aanslagen op.
- In de Somalische stad Baidoa vallen bij een dubbele zelfmoordaanslag zeker dertig doden en zestig gewonden. De aanslagen zijn opgeëist door terreurbeweging Al-Shabaab.
- Aan de Markt in 's-Hertogenbosch stort een eeuwenoud gebouw in. In het gebouw was een opticien gevestigd; er was juist een inwendige verbouwing begonnen.

### 29 februari
- De Amerikaanse dramafilm Spotlight wordt tijdens de 88ste Oscaruitreiking uitgeroepen tot beste film. De prijzen voor respectievelijk de beste vrouwelijke en beste mannelijke hoofdrol gaan naar de Amerikaanse acteurs Brie Larson en Leonardo DiCaprio. De meeste gouden beeldjes gingen naar de Australische actiefilm Mad Max: Fury Road.
- De hervormingsgezinde en gematigde  conservatieve partijen behalen een meerderheid in het Iraanse parlement. Ook in de Raad van Experts krijgen de gematigde conservatieve partijen een meerderheid.
- De Franse politie begint het zuidelijke deel van het 'Jungle'-vluchtelingenkamp in Calais te ontruimen.
- De Macedonische politie zet traangas in tegen een groep van honderden Iraakse en Syrische vluchtelingen nadat die het Grieks-Macedonische grenshek openbraken.
- Argentinië en haar schuldeisers bereiken een voorlopig akkoord over terugbetaling van twee derde van hun staatsobligaties.
- Bij een zelfmoordaanslag op een sjiitische begrafenis in het oosten van Irak komen zeker veertig mensen om het leven. Terreurgroep IS eist de verantwoordelijkheid voor de aanslag op.
- Een VN-konvooi van veertig vrachtwagens met hulpgoederen bereikt een belegerde buitenwijk van de Syrische hoofdstad Damascus.

## Overleden
<< · januari · februari · maart · april · mei · juni · juli · augustus · september · oktober · november · december · >>